# Морикян, Айдин Эдвардович
Айдин Эдвардович Морикян (арм. Այդին Մորիկյան, 18 апреля 1958, Ереван, Армянская ССР — 19 мая 2009, Ереван, Республика Армения) — армянский общественный деятель.
Спекуляции насчет национальности Айдина Морикяна не имеют под собой никаких оснований. Причина, из-за которой ему дали имя Айдин следующая. Вследствие врачебной ошибки, во время родов умирает мать Айдина Морикяна – Аида Мугнецян. Бабушка с материнской линии Люся Маилян усыновила внука и дала ему имя, которое было созвучно с именем дочери Аида – Айдин.
- 1975—1978 — Ереванский государственный университет. Филолог.
- 1978—1981 — Московский государственный университет. Журналист.
- 1981—1982 — был корреспондентом газеты «Ереванский университет».
- 1982—1983 — был корреспондентом газеты «Авангард».
- 1983—1987 — инструктор ЛКСМ Армении.
- 1987—1990 — заместитель редактора газеты «Авангард».
- 1990—1997 — был главным редактором газеты «Республики Армения».
- 1990—1995 — депутат Верховного совета Армянской ССР.
- 1995—1996 — заместитель министра информации.
- 1995—1999 — депутат парламента. Член постоянной комиссии по вопросам науки, образования, культуры и молодёжи. Член партии «АОД».
- В 2000 — директор центра пропаганды и информации экономических реформ при правительстве Армении.
- С 2001 — главный редактор журнала «Айацк Ереваниц».
- С 2002 — главный редактор газеты «Орран».